# 龐扎爾省

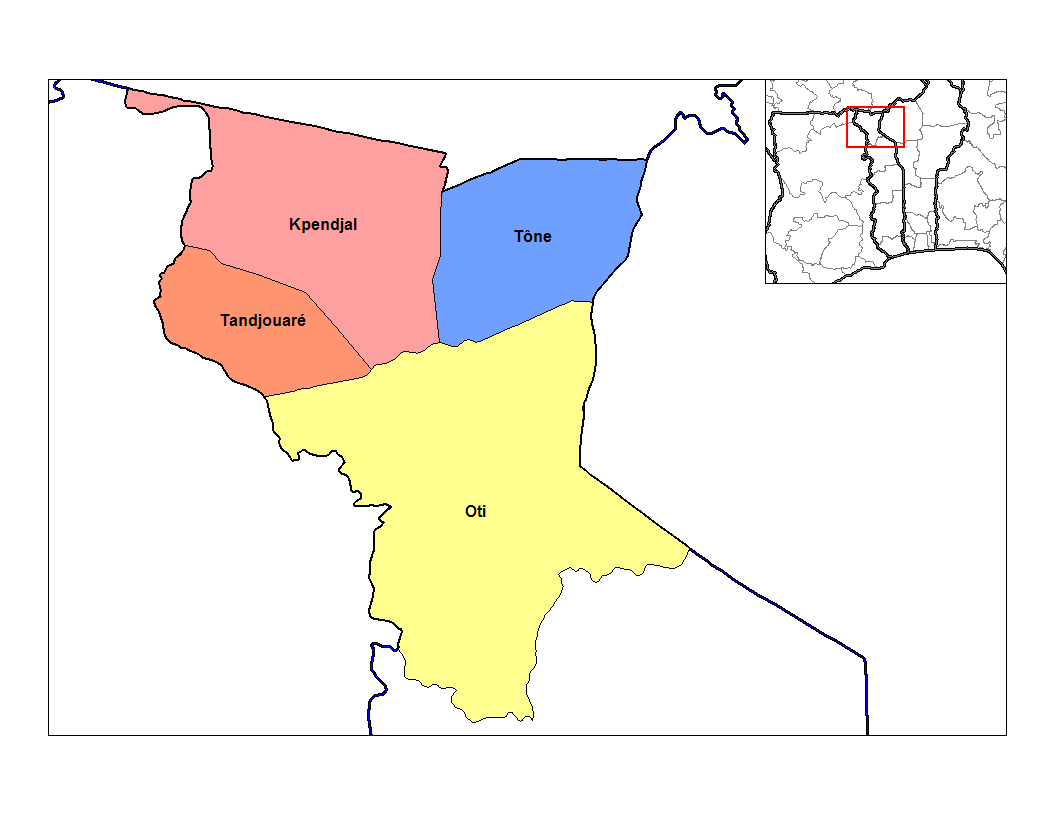

10°50′51″N 0°49′00″E / 10.84750°N 0.81667°E
龐扎爾省（法語：Préfecture de Kpendjal），是多哥的30個省份之一，位於該國北部，由草原區負責管轄，首府設於曼杜里，面積1,794平方公里，2010年人口155,091，人口密度每平方公里86.5人。